# 三船殉難事件
三船殉難事件（さんせんじゅんなんじけん）は、第二次世界大戦終戦後の1945年（昭和20年）8月22日、北海道留萌沖の海上で樺太からの疎開者を主体とする日本の緊急疎開船3隻（小笠原丸、第二号新興丸、泰東丸）がソ連軍の潜水艦（L-12号･L-19号）からの攻撃を受け、小笠原丸と泰東丸が沈没して1,708名以上が犠牲となった事件を指す。死者1,558人、行方不明150人とされる。三船遭難事件とも呼ばれる。

## 樺太からの疎開
ソ連は8月8日深夜、対日宣戦布告し、満洲、朝鮮、南樺太に侵攻した。1945年（昭和20年）8月15日に、大日本帝国政府はポツダム宣言を受諾し、降伏文書への調印意思を連合国へ通達、翌日には各軍への停戦命令の布告および武装解除を進めさせた。これに対応し、イギリス軍やアメリカ軍は即座に戦闘行為を停止した。
ところが、北海道札幌の第5方面軍司令官の樋口季一郎中将は北海道へのソ連進駐とそれによる赤化を恐れ、北海道占領を阻む防波堤とすべく樺太の第88師団に当時日本領であった南樺太を死守するよう命じた。また、南樺太西岸の北方の町である恵須取ではそれ以前の艦砲射撃に反撃がなかったため日本兵がいないものと判断したのか、ソ連軍兵士らが特段の攻撃姿勢もなく上陸してきた。日本軍守備隊はこれを攻撃し交戦状態に突入、この結果、ソ連軍は南樺太各地への空爆や上陸のための攻撃を開始し、南樺太では日本･ソ連両軍の交戦が続くこととなった。
大津敏男樺太庁長官は、ソ連軍の攻撃から避難させるため、長官命令で老人･児童及び女性を本土に送還するため、大泊港から宗谷丸、小笠原丸、第二号新興丸、泰東丸等の船に分乗させ本土に疎開させようとした。（なお、南樺太では、これら戦力にならないと見られる高齢･幼少の者を除き、女性･学徒を含めた全住民を動員して、全員玉砕まで遊撃戦を行わせる計画がもともと存在していた可能性が高い。）
最初の疎開船は13日夕に出港した宗谷丸で、警官や憲兵に案内され、いち早く乗ったのは樺太庁職員や警官家族、師団将校の妻らで、彼らは大量の荷物を抱え、なかには家財道具まで積込み（疎開者が持ち帰る荷物は、本来、一人一個、一家族三個、一個約八貫目までと定められていた。）、定員790人に対し、わずか680人余で出航したという。このことは後日判明し非難の声があがったが、樺太師団の鈴木参謀長は、彼ら官・軍関係者への疎開情報連絡のみが先にされたかのではないかという点には触れることなく、「これらの家族は一般住民に比べて係累や荷物が少なく、移動になれていて、手回しがよく指令を守ったため、第一陣に間に合った」と弁明している。

## 小笠原丸沈没
1945年（昭和20年）8月20日、疎開船の1隻である逓信省の海底ケーブル敷設船小笠原丸（1,456トン）が疎開者1,500名ほどを乗せて大泊から稚内に渡った。
通信という職務の性格上、樺太には多くの逓信省関係者が残っていたため、逓信省の職員・家族の引揚げのため、豊原逓信局長からの依頼で回航されたともいうが、多数の疎開者が押しかけて乗込み、その一方で逓信省の関係者らは「逓信省の船だから逓信省の人間を乗せるべきだ」と騒いだという。また逆に、逓信省の海底線事務所長は船が疎開に携わっていると知り、ソ連に船を拿捕されて失うのを怖れ、疎開を中止し、横浜に回航するよう打電していたという。
海軍警備兵も乗組み、砲や機銃で武装されていたが、終戦とのことで覆いをかけていたという。南樺太では、第5方面軍の樺太死守命令により戦闘が続いていて、それは乗員・乗客らも知っていたはずで、それとやや矛盾する感じもするが、それまで日本海はむしろ米潜水艦が活動し、ソ連軍がよもやここまで来るとは思わなかったとする証言等もある。連合軍からの指示で、攻撃されないための一定の無線信号を出し、マストに航海灯を掲げていた。
一般の疎開者は稚内までと決めたため、日本に到着した事や機雷の危険がある事から下船するよう勧めがあったが、そのまま乗っていれば小樽まで行けるため、降りようとしない者も多く、約600名の乗客と約100名の船員・軍人を乗せて小樽に向った。稚内までの列車の本数は少なく、それを嫌ったともいわれる。その途中の8月22日午前4時20分頃、増毛沖の海上でソ連潜水艦L-12と思われる艦船の雷撃により撃沈された。
沈没の様子は留萌防空監視哨からも望遠鏡で目撃されたという。ソ連軍潜水艦は小笠原丸沈没後、浮上して、波間に漂う人々に機銃掃射を加えたともいう。助かった遭難者は、船の破片や積まれていた救命筏につかまって漂流した。増毛町役場には別苅防空監視哨から「小笠原丸の避難民」が「小笠原のシナ人」として連絡が入ったという。町長らが20人ほどの職員を連れて現場近くの海岸に到着したときには既に多数の遺体が漂着し、生存者の救助活動も始まっていたが、その前には、沖合から救助を求める遭難者の声が枯れていたのか聞き取れず、日本語でないようだとして「シナ人だろう」「こちらへ来るな」と怒鳴って、沖合い遠方に追い払おうとしていたとの話も伝わる。
また、救命ボートで海岸に漂着した乗組員が漁民に救助を要請したが、油がないからとなかなか船を出してもらえず、乗組員が東京に頼んで後で油を融通してもらうからと頼んでようやく船を出してもらったという。一方で、後の事になるが、遺体収容のために自費で船の引揚作業やそれに協力する地元住民もいた。1951年(昭和26年)、増毛町の雑貨商村上高徳の呼びかけから、約2年かけて海底から遺骨収集が行われる。沈没した小笠原丸の近くに別の潜水艦らしき艦船が沈んでいるのが発見されたとされるが、こちらについては本当に潜水艦であった場合、魚雷が残っていれば危険という事でそのままにしておかれた。
乗員乗客638名が死亡し、生存者は61名だった。なお、生存者は62人とされることもある。のちに第48代横綱となった大鵬は、この小笠原丸に乗船していたが途中の稚内で下船し難を逃れている。

## 第二号新興丸大破
続いて午前5時13分頃、大泊からの疎開者約3,400名を乗せ小樽へ向っていた特設砲艦第二号新興丸（2,700トン）が留萌沖北西33キロの海上で、ソ連の潜水艦L-19からの魚雷を右舷船倉に受け縦約5m・横約10mの穴が開いた。さらにこの直後に浮上した潜水艦により銃撃や砲撃を受けたため、これに応戦した。同艦は1941年（昭和16年）に海軍に徴用され特設砲艦として宗谷海峡付近で機雷敷設の任務に就いていた艦であるため、12センチ砲2門と25mm対空機銃の装備があった。なお、二隻ないし三隻の潜水艦が浮上してきて攻撃されたという証言も多い。乗員・乗客らの証言によれば、新興丸も、2門の砲で各1発だけ撃ったとも、なかなかあたらず何発も撃ったともいうが、激しく応戦し、新興丸の砲撃が敵潜水艦の一隻に当たって確かに撃沈したように乗船者らには見えたという。一方で、この砲撃戦は近くの鬼鹿の監視哨からも見えたが、そこからの目撃者の話では当たったのかどうかは、はっきりしない。第二号新興丸は雷撃で多数の死者を出したことに加え、とくに穴の開いた船腹から多数の者が次々と海に流されたという。潜水艦を撃沈したと思った後は海上の遭難者を救助しながら航行したという乗員・避難民らの証言もあるものの、多数の者が海に流れ、行方不明となった。なお、今日、同船は通常、第二新興丸と呼ばれることが多い。
その後、飛行機が船上に飛んできている。当時飛べる日本機はなかったはずとしてこの機はソ連機とする主張もあるが、これは来援した日本機であったという見方も多い。
潜水艦の攻撃によって、第二号新興丸は船体に大きな損害を受け、船体も大きく傾いたものの機関に異常はなかったため、海岸近くを航行し最寄りの留萌港に入港した。船内で確認された遺体は229体。行方不明者も含めると400名近くが犠牲となった。事件後、第二号新興丸は修理・改装され1966年（昭和41年）まで国内で商船として使用され、その後パナマに売却された。

## 泰東丸沈没
船倉に大量の米を積んだものの、押し寄せる疎開者を陸軍将校が一人でも多く乗せたいと乗船させることを依頼した。船長は危険性が増すため当初は断っていたものの、輸送司令部の工兵らで甲板に便所を作るとまでいう軍からの依頼を断りきれなかった。疎開者を乗せた貨物船の泰東丸（877トン）が大泊を21日午後11時頃小樽へ向って出航。途中、先に遭難した船からの浮遊物や遺体を目撃、触雷したものと考えて警戒しながら進んでいた。22日午前9時52分、北海道留萌小平町沖西方25キロの海上において、浮上したソ連の潜水艦L-19の砲撃を受けた。乗船していた兵の増田九州男は、魚雷攻撃をいきなり最初に受けたが外れたとするが、魚雷らしきものを見た者は他にいない。泰東丸も機銃等で武装し陸軍警備兵7人が乗り組んでいたが、砲撃を最初は停止合図と考え、同船はありあわせの布で白旗を掲げるも、潜水艦からの砲撃と機銃掃射が続いた。泰東丸は砲撃に対して機銃で応戦したとも、応戦しようとせず疎開者から機銃があるのになぜ応戦しないのかとの声があがったとも、（警備兵の増田九州男の証言によれば）臨検と考えた船長による無抵抗の指示により咄嗟に機銃を外してしまっていたとも、証言は様々である。約20分後に機関部への命中弾により「泰東丸」は沈没した。藤村建雄（新興丸攻撃艦は一隻との説をとる）は、このような砲撃中心の攻撃になったことについて、潜水艦L-19が第二号新興丸の攻撃を受けた際に、L-19乗組員に実は死者が出て残りの乗組員らが復讐心に駆られた可能性や、魚雷発射等の装置に損傷を受けていた可能性等があるのではないかとしている。乗員乗客約780名中667名が死亡した。たまたま通りかかった機雷敷設艇石埼と、さらに特設敷設艦高栄丸とその護衛艦二隻が遭難者の救助にあたった。また、鬼鹿監視哨からも攻撃の様子は見え、留萌本部に連絡が行き、現場近くにいまだ敵潜水艦が残っているかもしれないとの恐怖からなかなか救助の船を出してもらえなかったが、それでも鬼鹿村役場の依頼で、夕刻には三隻の漁船が出て、遭難者捜索と遺体回収にあたったという。
1974年（昭和49年）から5回にわたり厚生省が海上自衛隊に依頼して泰東丸の捜索を行ったが、成果は無く捜索は断念された。事件後遺体が漂着した小平町に「泰東丸の捜索をすすめる会」が出来、1981年（昭和56年）に地元の漁船が泰東丸らしい沈船を発見。1982年（昭和57年）と1983年（昭和58年）の社団法人全国樺太連盟の調査で、バッテリー、銃弾、茶碗などの泰東丸のものと思われる遺品が引き上げられた。
1983年（昭和58年）に、参議院において「泰東丸の捜索と遺骨収集の促進に関する質問主意書」が提出された。これによると「今年の7月から8月にかけて、全国樺太連盟は泰東丸が沈没したとみられる北海道留萌沖で独自の調査を行った。その結果、泰東丸と思われる船体を発見した。船名の確認までには至らなかったが、機銃弾、時計、バッテリーなど数多くの貴重な遺物を陸上に引き上げ、検討したところ泰東丸であることにほぼ間違いないことを裏づけた」として政府に同船の捜索と遺骨収集を求めた。
これに対し当時の中曽根康弘総理大臣は「泰東丸の捜索に関しては、同船が沈没した海域の沈没船について、1977年（昭和52年）7月に厚生省が防衛庁及び地元関係機関の協力を得て綿密な潜水捜索を実施したが、泰東丸であるとの確認ができなかったという経緯がある。現段階では国の事業として再捜索を行うこと、また、民間団体が自主的に行つた捜索事業に国が資金援助することは困難である」とした上で「沈没船が泰東丸であるとの確認ができれば、今後、残存遺骨の有無の調査等の対策を検討」すると答弁した。
翌1984年（昭和59年）8月5日から北海道や全国樺太連盟の協力を得て厚生省が再調査を行ったが、遺体は発見されず9月28日に調査を打ち切った。

## その他
この事件の22日、宗谷海峡では、大阪商船の能登呂丸がソ連機の雷撃で沈没、鉄洋丸が潜水艦の雷撃を受け、北竜丸が既に撃沈されて漂流中だった第十一札幌丸の乗組員を救助し、網走沖では大東丸が撃沈されている。

## 国籍秘匿の潜水艦
上記三船を攻撃した潜水艦について公式には今もって「国籍不明」とされているが、当時南樺太にはソ連軍が侵攻していた上、アメリカ海軍やイギリス海軍の潜水艦は日本政府のポツダム宣言受諾の放送を受けて戦闘行動を停止し、同海域において軍事活動を行っていなかったために、事件直後からソ連の潜水艦であると推測されていた。
戦後、当時のソ連海軍の記録から旧ソ連太平洋艦隊第一潜水艦艦隊所属のL-19とL-12の2隻の潜水艦が留萌沖付近の海上で作戦行動に就いていた事が判明した。
1992年（平成4年）、拓殖大学教授秦郁彦がソ連国防省戦史研究所を訪問、V・ジモーニン所長代理に当時のソ連海軍の動向につき調査を依頼、9月上旬に届いた回答で、ソ連太平洋艦隊の潜水艦による攻撃であったことが確認された。なお、回答には事件前日の21日にも潜水艦SHCH126号が浮上中に小型船を発見して撃沈したとの記述もあった。これに関して、日本政府は「私人が独自に行った調査であり、政府として見解を述べることは差し控えたい」としている。
2018年（平成30年）3月29日の第196回国会において、逢坂誠二衆議院議員の「本事件は、ソ連太平洋艦隊所属の潜水艦による攻撃であるとの理解でよいか。」との質問に対して、当時の内閣総理大臣安倍晋三は「事実関係を直接確認する手段がないことから、お答えすることは困難である。」と答弁している。
北海道留萌市立図書館の所有する、1945年8月19日ソビエト海軍艦隊人民委員部発の「ソ連太平洋艦隊第一潜水艦隊司令官宛命令書」では「艦隊には次の任務が課せられる。8月24日未明、占領軍の留萌上陸予定」、「Ｌ級潜水艦を二隻派遣せよ」、「航行中の敵船舶はすべて撃滅する。」などと命じられている。
2007年（平成19年）、樺太の新聞『ソビエツキー・サハリン』の取材でサハリン州公文書館から公開された資料によると、ソ連は樺太に続き北海道北部を占領するため狙撃部隊2個師団による留萌への上陸作戦計画を立てていた。8月18日にアメリカ大統領トルーマンはソ連の最高指導者スターリンに対して北海道占領を事実上拒絶する旨の書簡を送った。しかし、樺太ではソ連軍と第5方面軍の樋口季一郎中将から樺太死守を命じられた第88師団との間でいまだに戦闘が続いており、北海道北部の占領をなおも考えるスターリンは8月24日の留萌上陸作戦の開始を予定し、L-19等の潜水艦に日本船全てを撃沈するよう命じ、留萌沖を目指して19日ないし20日に出航させていた。ようやく樺太での交戦継続を知った大本営参謀の朝枝繁春からの電報が8月21日札幌の第5方面軍にあり、ついに第5方面軍は完全降伏することとした。8月22日午前、樺太の第88師団とソ連軍との間で停戦交渉が午前10時半から行われ、午後0時10分に成立、樺太での戦闘も順次終了していった。留萌上陸作戦の名分を失ったソ連は、当面の作戦目標を千島攻略に切り替え、22日午後にはスターリンはトルーマンに北海道占領計画の放棄を連絡、留萌周辺の潜水艦に、輸送船の攻撃禁止、ついで全船舶の攻撃禁止と、指示が相次いで出されていった。三つの船は、数時間の差で停戦とこれらの指示が間に合わず、撃沈されていったのである。
なお、もちろん民間船への無差別攻撃は全くの国際法違反であるが、当時はそれまで既に太平洋戦線では米軍による無差別攻撃が宣言され、日本海を含め実施されていた。また、終戦のはずながら、南樺太では、事実上札幌の第5方面軍樋口中将の指令により、ソ連軍との戦闘が続いていた。三船とも武器には覆いをしていたとの主張がなされることもあるが、三船とも武装していて全くの民間船とも言い難く、とくに遭難時の証言について、混乱のなかでの民間人の証言とはいえ矛盾や食違いがあまりに多かったり、後年の出版物に先行出版を都合よく自己解釈した末の叙述ではないかと思われるものも多く、日本側に有利なような歪曲はないとも言いきれない状況がある（例えば、後の出版物では第二新興丸は砲に覆いをかけていたとしばしば書かれているが、初期の出版物には竹囲いで「擬装していた」と表現しているものがある。）。秦郁彦らの調査により発見された資料からはソ連側はどのみち無差別攻撃を行う予定であったようであるが、三船側の対応にも問題があったのではないかと見る向きもある。
事件時、L-19潜水艦（コノネンコ艦長）、L-12潜水艦（シェルガンツェフ艦長）の2隻は留萌付近海上で偵察と敵艦攻撃の任務に就いていた。この作戦行動において3隻の船を攻撃、2隻を撃沈したと記録されている。また、21日にモーターボートを撃沈したことも記されており、当時樺太からは対岸の北海道に小舟を仕立てて脱出する者もいたため、こちらについては、そのような舟ではないかと見られている。作戦後、L-12潜水艦はウラジオストク軍港に帰還したが、L-19潜水艦は礼文島沖での、これから宗谷沖に入るとの通信を最後に行方不明となった。旧ソ連軍の公式記録では「L-19潜水艦は1945年8月23日、宗谷海峡にて機雷により沈没、乗員は全員戦死」となっている。宗谷海峡にこれら機雷を敷設したのは、他ならぬ第二号新興丸とされている。樺太南方沖の二丈岩付近で沈没したと思われるが、沈没の原因については第二新興丸と交戦した時の被害が原因とも、近年のロシアの研究では味方航空機に誤爆されたという説も現れているとされ、判然としない。 
戦後、帰還したL-12潜水艦の乗員には勲章が与えられ、行方不明となったL-19潜水艦については無視されてきたが、2005年8月にロシア太平洋艦隊による海底調査が行われ、2007年7月に行われた追悼式典において艦長以下の乗員に勲章が授与された。しかし、停戦意思を通達した国の船舶に対しての攻撃や、白旗提示を行った船舶への攻撃を行うなど、国際法や戦時国際法への明らかな違反行為が行われたこともあり、三船攻撃については、責任を負うことや補償などを回避するためか、ソ連の継承国であるロシア連邦政府は公式に認めていない。また、日本政府は、(1)事実の照会を行ったことがあるかについては、外交上の個別のやり取りを明らかにすることは相手国との信頼関係を損ねるおそれがあるとして回答しない、(2)事件が旧ソ連潜水艦の攻撃によるものかについては、事実関係を直接確認する手段がないことから回答は困難である、という立場をとっている。 また、樺太引揚三船遭難遺族会が直接にロシア連邦政府ないしロシア連邦大統領に事実を認め謝罪と補償することを求め続けているものの、誠意ある回答は得られていない。
潜水艦は2隻ではなく３隻とする説もある。

## 慰霊碑・追悼行事

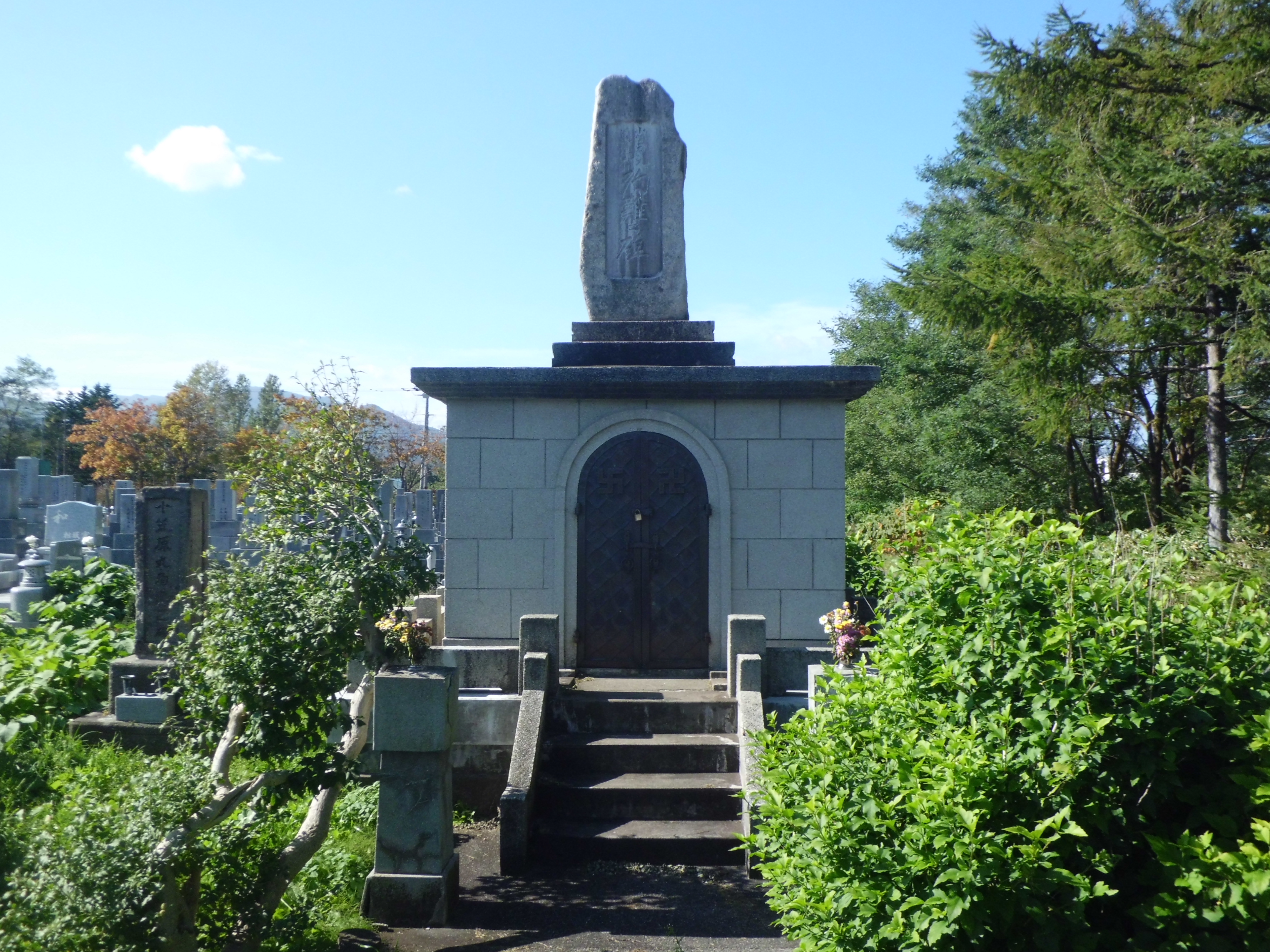
小笠原丸殉難碑

- 北海道留萌郡小平町鬼鹿海岸には「三船遭難慰霊之碑」が立てられており、同町郷土資料館には泰東丸の遺品が展示されている。
- 北海道留萌市の海に面した岬緑地には「平和の碑(樺太引揚三船殉難者慰霊碑)」が千望台より移築された。
- 北海道増毛郡増毛町の町営墓地には「小笠原丸殉難碑」が建てられている。
- 1984年に留萌の木彫家・大野静峰により慰霊の送り火が始められ、のちに市民有志による会が遺志を引き継いで毎年8月には黄金岬で送り火が行われている[4]。
- 8月22日には樺太引揚三船遭難遺族会主催の三船遭難慰霊祭等が行われている。

## この事件を扱った作品
- 美醜の大地〜復讐のために顔を捨てた女〜 - いじめに遭った主人公の家族が事件によって失われた[34]。
- 『海わたる聲　悲劇の樺太引揚げ船「泰東丸」 命奪われた一七〇八名の叫び』 - テレビ記者だった中尾則幸の2019年の著書。2025年にNHK-FMで「時をわたる聲」[35][36]としてラジオドラマ化。

## 備考
- 事件の犠牲者は1,708名とされているが、疎開の混乱時であり、きちんとした形での乗船者名簿等は作られず、正確な乗船人員は不明である。遺体が確認されていない行方不明者も相当数いるため、実際の犠牲者は更に多かった可能性がある。第二号新興丸は乗客・乗員合わせて3,219人が生きて下船したが、その数は乗員が乗船者名簿の代わりに船名を書いて乗船者に渡していた紙の数とあまり変わらなかった。しかし、魚雷による二番船倉の死者や海に流された者がかなりの数で目撃されていて、したがって事前に捕捉していた数をはるかに超えた乗船者がいたことになる[8]。
- 8月22日には樺太最南端の西能登呂岬南方海上においても、疎開者輸送のため樺太西岸の本斗から大泊に向けて回航中の大阪商船の貨物船能登呂丸（1,100トン）がソ連の航空機の雷撃により沈没した。